# Mallotus caudatus
Mallotus caudatus är en törelväxtart som beskrevs av Elmer Drew Merrill. Mallotus caudatus ingår i släktet Mallotus och familjen törelväxter. Inga underarter finns listade i Catalogue of Life.